# Municipio de Odin (Minnesota)
El municipio de Odin (en inglés: Odin Township) es un municipio ubicado en el condado de Watonwan en el estado estadounidense de Minnesota. En el año 2010 tenía una población de 170 habitantes y una densidad poblacional de 1,85 personas por km².

## Geografía
El municipio de Odin se encuentra ubicado en las coordenadas 43°53′31″N 94°47′58″O / 43.89194, -94.79944. Según la Oficina del Censo de los Estados Unidos, el municipio tiene una superficie total de 91.96 km², de la cual 89,86 km² corresponden a tierra firme y (2,28 %) 2,1 km² es agua.

## Demografía
Según el censo de 2010, había 170 personas residiendo en el municipio de Odin. La densidad de población era de 1,85 hab./km². De los 170 habitantes, el municipio de Odin estaba compuesto por el 95,29 % blancos, el 2,35 % eran de otras razas y el 2,35 % eran de una mezcla de razas. Del total de la población el 8,24 % eran hispanos o latinos de cualquier raza.